# فرودگاه هچی
فرودگاه هچی (به انگلیسی: Hechi Airport) یک فرودگاه همگانی است . این فرودگاه در کشور چین قرار دارد و در ارتفاع ۶۷۵ متری از سطح دریا واقع شده‌است.

## شرکت‌های هواپیمایی و مقصدهای پروازی
| شرکت‌های هواپیمایی      | مقصدهای پروازی               |
| ---------------------- | ---------------------------- |
| China Express Airlines | چنگچینگ ییانگبی، هایکو میلان |